# Łukawica (rejon samborski)
Łukawica – wieś na Ukrainie w rejonie samborskim należącym do obwodu lwowskiego.